# Nizina Kołymska
Nizina Kołymska (ros. Колымская низменность) – nizina w azjatyckiej części Rosji, w Jakucji.
Leży w dolnym biegu Kołymy i Ałazei nad Morzem Wschodniosyberyjskim; sąsiaduje na zachodzie z Niziną Jańsko-Indygirską, na południu z płaskowyżami Ałazejskim i Jukagirskim, na wschodzie z Górami Aniujskimi. Długość ok. 750 km; średnia wysokość ok. 100 m n.p.m.; występują wzgórza do 300 m n.p.m. Zbudowana z czwartorzędowych osadów rzecznych i jeziornych; powierzchnia głównie równinna; klimat subpolarny; liczne jeziora i bagna; w gruncie wieczna zmarzlina; gleby tundrowe, w dolinach rzek aluwialne; roślinność tundrowa. Słynie z hodowli reniferów.
Główne miejscowości: Sriedniekołymsk, Zyrianka.
W północnej części niziny znajduje się fragment Rezerwatu przyrody „Wyspy Niedźwiedzie”.